# Roland Storme
Roland Storme (ur. 25 stycznia 1934, zm. 20 listopada 2022) – belgijski piłkarz grający na pozycji obrońcy. Był reprezentantem Belgii.

## Kariera klubowa
Swoją karierę piłkarską Storme rozpoczął w klubie ARA La Gantoise, w którym zadebiutował w sezonie 1954/1955 w pierwszej lidze belgijskiej i grał w nim do 1960 roku. W debiutanckim sezonie wywalczył z nim wicemistrzostwo Belgii. W 1958 roku dostał nagrodę Złotego Buta dla Najlepszego Piłkarza Belgii. W 1960 roku przeszedł do FC Brugeois. W 1964 roku wrócił do ARA La Gantoise i w 1965 roku zakończył w nim swoją karierę.

## Kariera reprezentacyjna
W reprezentacji Belgii Storme zadebiutował 26 maja 1958 w wygranym 2:0 towarzyskim meczu ze Szwajcarią, rozegranym w Zurychu. Od 1958 do 1962 rozegrał w kadrze narodowej 10 meczów.